# Liste des évêques de Polignano
Le diocèse de Polignano est un diocèse italien dans les Pouilles, avec siège à Polignano a Mare. Le diocèse est fondé au VIIe siècle et supprimé en 1818 et annexé au diocèse de Monopoli.

## Évêques
- Pierre † (672)
  - Piere II † (798 - 822) (administrateur apostolique)
  - Redostamo † (983 - 988) (administrateur apostolique)
- Riccardo Ier † (1035)
- Riccardo II † (1103)
- Ambrosio † (1116)
- Bonaventura † (1140)
- Miro ou Majone ou Milone † (1151 - 1167)
- Arpino † (1179)
- Processo † (1194)
- Boezio † (1229)
- Bartolomeo Ier † (1243)
- Barchero ou Barchedo † (1275)
- Guglielmo Ier † (1287)
- Matteo d'Atri, O.P. † (1330)
- Bonaventura II (Bonangiunta de Boscolis) † (1332)
- Guglielmo II † (1341)
- Bonavito o Bonavino † (1343)
- Nicola I, O.P. † (1348)
- Nicolò II † (1363)
- Pavo de Griffis † (1378 - 1390)
- Pasquale † (XIVe siècle)
- Angelo † (XIVe siècle)
- Bartolomeo II † (1388)
- Lupulo de Laeu † (1390)
- Angelo ou Anglano de Afflictis † (1391)
- Pavone Griffi † (1395)
- Francesco † (1401)
- Cristoforo, O.E.S.A. † (14 décembre 1401 - ?)
- Nicola III † (1411)
- Paolo de Affatatis † (1420)
- Raone, O.F.M. † (1424)
- Ruggiero † (1442)
- Bove o Clodio † (1460)
  - Latino Orsini † (1466) (administrateur apostolique)
- Giacomo Toraldo † (1473)
- Gasparre Toraldo † (1506)
- Michele Claudio † (1506 - 1508)
- Cristoforo Manavini ou Mangiavino † (1508)
- Giacomo Frammarino † (1517)
- Rosimanno † (1519)
- Lorenzo † (1530)
- Giacomo Arcella † (1538)
  - Giovanni Maria Ciocchi del Monte † (1540) (administrateur apostolique)
- Rosmano Casamassima † (1541)
- Pietro Antonio Casamassima † (1544)
- Francesco Angelo Gazzino, O.P. † (1570)
- Pietro Francesco Ferri † (1572)
- Raffaele Tomei † (1580)
- Giovanni Battista Quinzanto † (1590)
- Giovanni Battista Guenzati † (1598 - 1607)
- Giovanni Maria de Guanzellis Brasichella † (1607)
- Francesco Nappi † (1619 - 1629 )
- Gerolamo Parisano † (1629)
- Antonio del Pezzo † (1638 - 1642)
- Giovanni Domenico Morula † (1642)
- Vincenzo Pinieri † (1649)
- Scipione de Martinis † (2 mai 1672 - ?)
- Ignazio Fiume † (1681)
- Giovanbattista Capilupo † (1694)
- Pietro Antonio Pini  † (1718 - 1737)
- Andrea Vinditti † (12 mai 1737 - 8 juin 1767 )
- Francesco Broccoli † (14 décembre 1767 - juillet 1775 )
- Mattia Santoro † (11 septembre 1775 - 29 novembre 1797 )

## Évêques titulaires
- Paul Francis Anderson † (19 juillet 1968 - 30 avril 1969)
- Joseph John Ruocco † (28 décembre 1974 - 26 juillet 1980 )
- Janusz Edmund Zimniak ( 25 septembre 1980-)